# Monroe Hayward

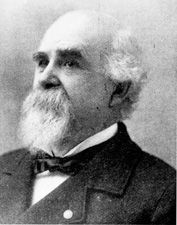
Monroe Hayward.

Monroe Leland Hayward, född 22 december 1840 i Willsboro, New York, död 5 december 1899 i Nebraska City, Nebraska, var en amerikansk republikansk politiker och jurist. Han representerade delstaten Nebraska i USA:s senat från 8 mars 1899 fram till sin död.
Hayward deltog i amerikanska inbördeskriget i nordstaternas armé. Han studerade juridik i Wisconsin och inledde 1867 sin karriär som advokat i Nebraska City. Han tillträdde 1886 en domarbefattning i Nebraska.
Hayward blev 1899 invald i USA:s senat. Han avled senare samma år och gravsattes på Wyuka Cemetery i Nebraska City. Hayward efterträddes som senator av sin företrädare William V. Allen.
Monroe Hayward var farfar till Leland Hayward.